# Stan Bowles
Stanley »Stan« Bowles, angleški nogometaš, novinar in televizijska osebnost, * 24. december 1948, Collyhurst, Manchester, Lancashire, Anglija, Združeno kraljestvo, † 24. februar 2024, Manchester, Anglija.
Svojo nogometno kariero je začel pri Manchester Cityju, končal pa jo je leta 1984 pri Brentfordu.
Za angleško nogometno reprezentanco je odigral 5 tekem in dosegel en gol.
Po upokojitvi se je ukvarjal s pisanjem za časnike in revije ter nastopal na televiziji.